# Angling Feelings
Angling Feelings — музыкальный альбом группы Kaipa 2007 года. Был записан музыкантами в 2006 году на HGL Studios, в Уппсале (Швеция). Все песни из альбома написаны Гансом Люндином.

## Список композиций
1. «Angling Feelings» — 6:43
2. "The Glorious Silence Within — 7:16
3. «The Fleeting Existence of Time» — 12:34
4. «Pulsation» — 4:02
5. «Liquid Holes in the Sky» — 4:42
6. «Solitary Pathway» — 4:06
7. «Broken Chords» — 6:24
8. «Path of Humbleness» — 9:30
9. «Where’s the Captain?» — 4:25
10. «This Ship of Life» — 4:40

## Участие в записи альбома
- Ганс Люндин (англ. Hans Lundin) — клавишные (электрические, акустические и virtual), вокал
- Пер Нилссон (англ. Per Nilsson) — электрогитара
- Джонас Реинголд (англ. Jonas Reingold) — бас-гитара
- Морган Эгрен (англ. Morgan Agren) — ударные
- Алина Гибсон (англ. Aleena) — вокал
- Патрик Ландстром (англ. Patrik Landstrom) — вокал

С Фредериком Линдквистом: запись и сведение (треки 1, 2, 8, 9 и 10).